# Radha Blank
Radha Blank (* 1. September 1976 in New York) ist eine US-amerikanische Drehbuchautorin und Filmregisseurin.

## Leben
Nachdem die 1976 In New York geborene Radha Blank für eine Folge der Fernsehserie Empire das Drehbuch geschrieben hatte und für drei Folgen von Nola Darling, stellte sie im Januar 2020 beim Sundance Film Festival ihr Spielfilmregiedebüt Mein 40-jähriges Ich vor und wurde dort im U.S. Dramatic Competition für ihre Arbeit mit dem Directing Award ausgezeichnet. In diesem spielt sie Radha, eine einst vielversprechende Dramatikerin, die nunmehr von der Theaterwelt abgelehnt wird und ihre längst vergessene Leidenschaft für das Rappen wiederentdeckt.

## Filmografie (Auswahl)
- 2004–2005: Backyardigans – Die Hinterhofzwerge (Backyardigans, Fernsehserie, zwei Folgen)
- 2005: Maya the Indian Princess (Kurzfilm)
- 2015: Empire (Fernsehserie, eine Folge)
- 2017–2019: Nola Darling (Fernsehserie, drei Folgen)
- 2020: Mein 40-jähriges Ich (The 40-Year-Old Version, auch Regie)

## Auszeichnungen
Alliance of Women Film Journalists Award
- 2020: Auszeichnung als Beste Drehbuchautorin (Mein 40-jähriges Ich)
- 2020: Nominierung in der Kategorie Woman’s Breakthrough Performance (Mein 40-jähriges Ich)[4][5]

Black Reel Awards for Television
- 2019: Nominierung für das Beste Drehbuch – Comedy Series (She’s Gotta Have It, für die Folge #NationTime)

British Academy Film Award
- 2021: Nominierung als Beste Hauptdarstellerin (Mein 40-jähriges Ich)[6]

Chicago Film Critics Association Award
- 2020: Nominierung als Vielversprechendster Filmemacher (Mein 40-jähriges Ich)[7]

Gotham Award
- 2021: Nominierung für die Beste Nachwuchsregie (Mein 40-jähriges Ich)
- 2021: Auszeichnung für das Beste Drehbuch (Mein 40-jähriges Ich)[8][9]

New York Film Critics Circle Award
- 2020: Auszeichnung als Bestes Erstlingswerk (Mein 40-jähriges Ich)[10]

Palm Springs International Film Festival
- 2020: Auszeichnung als Director to Watch (Mein 40-jähriges Ich)

Sundance Film Festival
- 2020: Nominierung für den Grand Jury Prize	Dramatic (Mein 40-jähriges Ich)
- 2020: Auszeichnung mit dem Directing Award im U.S. Dramatic Competition (Mein 40-jähriges Ich)